# 메탈슬러그 제로 온라인
메탈슬러그 제로 온라인(Metal Slug Zero Online)은 대한민국의 드래곤 플라이, 위즈 핸스, 일본의 SNK 플레이모어가 제작한 게임이다.